# Hypovoria discalis
Hypovoria discalis är en tvåvingeart som först beskrevs av Brooks 1945.  Hypovoria discalis ingår i släktet Hypovoria och familjen parasitflugor. Inga underarter finns listade i Catalogue of Life.